# لی جونگ هو
لی جونگ هو (کره‌ای: 이정후؛ زادهٔ ۲۰ اوت ۱۹۹۸) بازیکن بیس‌بال اهل کره جنوبی است.
وی در مسابقات کشوری و بین‌المللی در مجموع برندهٔ ۱ مدال طلا، ۱ مدال نقره شده است.

## پیند به بیرون
- Career statistics and player information from Baseball-Reference, or Baseball-Reference (Minors)
- "선수(타자) | 기록실 | KBO". koreabaseball.com.
- لی جونگ هو در المپدیا
- لی جونگ هو در کمیته بین‌المللی المپیک